# 1920年代
1920年代（せんきゅうひゃくにじゅうねんだい）は、西暦（グレゴリオ暦）1920年から1929年までの10年間を指す十年紀。

## できごと
- 狂騒の20年代。アメリカ経済は空前の大繁栄をとげ、大量生産・大量消費の生活様式が確立する。
- ラジオ放送やレコードが普及する。
- ファシズムの台頭がはじまる。
- 暗黒の木曜日 - 世界恐慌

### 1923年
- 9月1日：関東大震災。

### 1925年
- 日本で普通選挙法（衆議院議員選挙法改正）施行。

### 1926年
- 12月25日：大正から昭和へ改元。

## 時代背景

### アメリカ
第一次世界大戦の特需にアメリカは大いに沸いた。アメリカ経済は空前の大繁栄をとげ、戦前の債務国から世界最大の債権国に発展した。世界経済の中心はロンドンからニューヨークのウォール街に移った。大衆の生活は大量生産・大量消費の生活様式が確立する。一般には「黄金の20年代」と呼ばれ自家用車やラジオ、洗濯機、冷蔵庫等の家電製品が普及した。1920年には女性への参政権が与えられるようになった。ベーブルースによる野球人気やチャップリンの映画、黒人音楽のジャズなどのアメリカ的な文化が開花した。一方で1919年に制定された禁酒法によってアル・カポネなどのギャングが夜の帝王として街を支配するようになった。

### 中国
中国では軍閥が割拠し政治的な混乱が続いた。租借地において列強による植民地支配が行われた。上海が魔都或いは東洋のパリとも呼ばれナイトクラブ・ショービジネスが繁栄した。

### 国際社会
国際社会でも、軍縮平和の動きが広まり、国際連盟が成立した。ヨーロッパではパリ講和会議に伴うヴェルサイユ体制が、アジア・太平洋ではワシントン会議に伴うワシントン体制が成立し、1930年代中盤までこの二つの体制が戦間期の国際秩序を維持することになる。
世界初の労働者国家であるソビエト社会主義共和国連邦 （ソ連）の成立もこの時代に大きな影響を投げかけた。1920年代に入る直前には、十月革命に倣ってドイツやハンガリーで社会主義革命の動きが見られたが、政権は長続きしなかった。ソ連も第3インターナショナルを通じて世界革命の遂行を目指したが、その指導的立場にあったレーニンが死去し、一国社会主義を唱えるスターリンが権力を握ったため、レーニンの路線を引き継いでいたトロツキーは失脚し、インターナショナルも当初の目的から方向を転じることになった。
アメリカの経済的繁栄と、それによる資金援助（ドーズ案・ヤング案）により、ヨーロッパ各国は1920年代後半には相対的な安定期を迎えた。ロカルノ条約やパリ不戦条約が結ばれたのもこの時期である。しかし1929年に世界恐慌が発生すると、世界情勢は一変する。植民地や資源を持たぬ日本・ドイツ・イタリアと、それらを持つイギリス・フランス・アメリカとの対立が激しさを増し、世界恐慌はアメリカの経済失策が原因だったが､それをなすりつけて日本･ドイツが悪いと名指しし経済封鎖した事から対立が本格化し､日本･ドイツ側は激怒すると共にそれを打開する為に再び戦争の道へと足を踏み入れることになるのである。

## 人物

### ヨーロッパ

#### 政治
- パウル・フォン・ヒンデンブルク（1847年 - 1934年）
- ポール・ドゥメール（1857年 - 1932年）
- ピウス11世（1857年 - 1939年）
- ヴォルフガング・カップ（1858年 - 1922年）
- レイモン・ポアンカレ（1860年 - 1934年）
- フリチョフ・ナンセン（1861年 - 1930年）
- アリスティード・ブリアン（1862年 - 1932年）
- オースティン・チェンバレン（1863年 - 1937年）
- ラムゼイ・マクドナルド（1866年 - 1937年）
- スタンリー・ボールドウィン（1867年 - 1947年）
- ユゼフ・ピウスツキ（1867年 - 1935年）
- ヴァルター・ラーテナウ（1867年 - 1922年）
- ホルティ・ミクローシュ（1868年 - 1957年）
- ミゲル・プリモ・デ・リベラ（1870年 - 1930年）
- アルベール・ルブラン（1871年 - 1950年）
- エドゥアール・エリオ（1872年 - 1957年）
- ジェームズ・エリック・ドラモンド（1876年 - 1951年）
- フェリックス・ジェルジンスキー（1877年 - 1926年）
- グスタフ・シュトレーゼマン（1878年 - 1929年）
- レフ・トロツキー（1879年 - 1940年）
- エイモン・デ・ヴァレラ（1882年 - 1975年）
- ベニート・ムッソリーニ（1883年 - 1945年）
- グリゴリー・ジノヴィエフ（1883年 - 1936年）
- レフ・カーメネフ（1883年 - 1936年）
- ニコライ・ブハーリン（1888年 - 1938年）
- マイケル・コリンズ（1890年 - 1922年）
- リヒャルト・クーデンホーフ・カレルギー（1894年 - 1972年）

#### 哲学と思想
- アルフレッド・ノース・ホワイトヘッド（1861年 - 1947年）
- アンリ・ピレンヌ（1862年 - 1935年）
- ベネデット・クローチェ（1866年 - 1952年）
- アビ・ヴァールブルク（1866年 - 1929年）
- ゲオルギイ・グルジエフ（1866年 - 1949年）
- ジュリアン・バンダ（1867年 - 1956年）
- アラン（1868年 - 1951年）
- ルートヴィヒ・クラーゲス（1872年 - 1956年）
- マックス・シェーラー（1874年 - 1928年）
- エルンスト・カッシーラー（1874年 - 1945年）
- ニコライ・ベルジャーエフ（1874年 - 1948年）
- アーサー・セシル・ピグー（1877年 - 1959年）
- マルティン・ブーバー（1878年 - 1965年）
- リュシアン・フェーヴル（1878年 - 1956年）
- ルードヴィヒ・フォン・ミーゼス（1881年 - 1973年）
- ホセ・オルテガ・イ・ガセット（1883年 - 1955年）
- ブロニスワフ・マリノフスキ（1884年 - 1942年）
- マルセル・グラネ（1884年 - 1940年）
- ルカーチ・ジェルジ（1885年 - 1971年）
- フランツ・ローゼンツヴァイク（1886年 - 1929年）
- マルク・ブロック（1886年 - 1944年）
- ルネ・ゲノン（1886年 - 1951年）
- カール・シュミット（1888年 - 1985年）
- マルティン・ハイデッガー（1889年 - 1976年）
- ルートヴィヒ・ウィトゲンシュタイン（1889年 - 1951年）
- ウォルター・リップマン（1889年 - 1974年）
- アントニオ・グラムシ（1891年 - 1937年）
- ニコライ・コンドラチエフ（1892年 - 1938年）
- カール・マンハイム（1893年 - 1947年）
- ウラジーミル・プロップ（1895年 - 1970年）
- ベイジル・リデル＝ハート（1895年 - 1970年）
- アルフレト・タルスキ（1901年 - 1983年）
- ホセマリア・エスクリバー（1902年 - 1975年）

#### 文学
- アナトール・フランス（1844年 - 1924年）
- ジョージ・バーナード・ショー（1856年 - 1950年）
- ウィリアム・バトラー・イェイツ（1865年 - 1939年）
- ルイジ・ピランデルロ（1867年 - 1936年）
- ポール・クローデル（1868年 - 1955年）
- ハインリヒ・マン（1871年 - 1950年）
- シドニー＝ガブリエル・コレット（1873年 - 1954年）
- ギルバート・ケイス・チェスタートン（1874年 - 1936年）
- トーマス・マン（1875年 - 1955年）
- アルフレート・デーブリーン（1878年 - 1957年）
- ロード・ダンセイニ（1878年 - 1957年）
- ジェイムズ・ジョイス（1882年 - 1941年）
- ヴァージニア・ウルフ（1882年 - 1941年）
- レオ・ペルッツ（1882年 - 1957年）
- エヴゲーニイ・ザミャーチン（1884年 - 1937年）
- デーヴィッド・ハーバート・ローレンス（1885年 - 1930年）
- フランソワ・モーリアック（1885年 - 1970年）
- エズラ・パウンド（1885年 - 1972年）
- トマス・スターンズ・エリオット（1888年 - 1965年）
- キャサリン・マンスフィールド（1888年 - 1923年）
- ポール・モラン（1888年 - 1976年）
- ユージン・オニール（1888年 - 1953年）
- ジャン・コクトー（1889年 - 1963年）
- アーサー・ウェイリー（1889年 - 1966年）
- アガサ・クリスティ（1890年 - 1976年）
- エルンスト・ユンガー（1895年 - 1998年）
- アンドレ・ブルトン（1896年 - 1966年）
- フィリップ・スーポー（1897年 - 1990年）
- エーリヒ・マリア・レマルク（1898年 - 1970年）
- レイモン・ラディゲ（1903年 - 1923年）

#### 芸術
- カール・ブロスフェルト（1865年 - 1932年）
- ケーテ・コルヴィッツ（1867年 - 1945年）
- グスタフ・ヴィーゲラン（1869年 - 1943年）
- エルンスト・バルラッハ（1870年 - 1938年）
- リオネル・ファイニンガー（1871年 - 1956年）
- コンスタンティン・ブランクーシ（1876年 - 1957年）
- アウグスト・ザンダー（1876年 - 1964年）
- クジマ・ペトロフ＝ヴォートキン（1878年 - 1939年）
- アイリーン・グレイ（1878年 - 1976年）
- パウル・クレー（1879年 - 1940年）
- フランシス・ピカビア（1879年 - 1953年）
- ジョルジュ・バルビエ（1882年 - 1932年）
- マリー・ローランサン（1883年 - 1956年）
- ヴァルター・グロピウス（1883年 - 1969年）
- マックス・ベックマン（1884年 - 1950年）
- ウラジーミル・タトリン（1885年 - 1953年）
- マリオ・シローニ（1885年 - 1961年）
- ジュール・パスキン（1885年 - 1930年）
- 藤田嗣治（1886年 - 1968年）
- ミース・ファン・デル・ローエ（1886年 - 1969年）
- クルト・シュヴィッタース（1887年 - 1948年）
- エーリヒ・メンデルゾーン（1887年 - 1953年）
- バーナード・リーチ（1887年 - 1979年）
- ヨハネス・イッテン（1888年 - 1967年）
- オスカー・シュレンマー（1888年 - 1943年）
- ハンス・リヒター（1888年 - 1976年）
- アルトゥーロ・マルティーニ（1889年 - 1947年）
- マン・レイ（1890年 - 1976年）
- ジョルジョ・モランディ（1890年 - 1964年）
- マックス・エルンスト（1891年 - 1976年）
- オットー・ディクス（1891年 - 1969年）
- モイズ・キスリング（1891年 - 1953年）
- ジョン・ハートフィールド（1891年 - 1968年）
- アレクサンドル・ロトチェンコ（1891年 - 1956年）
- ジオ・ポンティ（1891年 - 1979年）
- ジョージ・グロス（1893年 - 1959年）
- ジョアン・ミロ（1893年 - 1983年）
- シャイム・スーティン（1893年 - 1943年）
- タマラ・ド・レンピッカ（1898年 - 1980年）
- アドルフ・ムーロン・カッサンドル（1901年 - 1968年）

#### ファッション
- マリアノ・フォルチュニー（1871年 - 1949年）
- グッチオ・グッチ（1881年 - 1953年）
- ココ・シャネル（1883年 - 1971年）

#### 音楽
- バルトーク・ベーラ（1881年 - 1945年）
- コダーイ・ゾルターン（1882年 - 1967年）
- アントン・ヴェーベルン（1883年 - 1945年）
- アルバン・ベルク（1885年 - 1935年）
- アルテュール・オネゲル（1892年 - 1955年）
- ダリウス・ミヨー（1892年 - 1974年）
- フランシス・プーランク（1899年 - 1963年）
- クルト・ヴァイル（1900年 - 1950年）

#### 演劇と映画
- コンスタンチン・スタニスラフスキー（1863年 - 1938年）
- ロベルト・ヴィーネ（1873年 - 1938年）
- フセヴォロド・メイエルホリド（1874年 - 1940年）
- エミール・ヤニングス（1884年 - 1950年）
- ゲオルク・ヴィルヘルム・パープスト（1885年 - 1967年）
- ヴァルター・ルットマン（1887年 - 1941年）
- フリードリッヒ・ヴィルヘルム・ムルナウ（1888年 - 1931年）
- カール・テオドア・ドライヤー（1889年 - 1968年）
- アベル・ガンス（1889年 - 1981年）
- フリッツ・ラング（1890年 - 1976年）
- アントナン・アルトー（1896年 - 1948年）
- セルゲイ・エイゼンシュテイン（1898年 - 1948年）
- ノエル・カワード （1899年 - 1973年）

#### 科学
- コンスタンチン・ツィオルコフスキー（1857年 - 1935年）
- エルヴィン・シュレーディンガー（1887年 - 1961年）
- エルンスト・クレッチマー（1888年 - 1964年）
- ジョン・ロジー・ベアード（1888年 - 1946年）
- エドウィン・ハッブル（1889年 - 1953年）
- ルイ・ド・ブロイ（1892年 - 1987年）
- アレクサンドル・オパーリン（1894年 - 1980年）
- ヴォルフガング・パウリ（1900年 - 1958年）
- ヴェルナー・ハイゼンベルク（1901年 - 1976年）
- ポール・ディラック（1902年 - 1984年）

#### 探検
- ジョージ・マロリー（1886年 - 1924年）

### アメリカ合衆国
- フランク・ケロッグ（1856年 - 1937年）
- コニー・マック（1862年 - 1956年）
- ウィルバート・ロビンソン（1864年 - 1934年）
- ウォレン・ハーディング（1865年 - 1923年）
- チャールズ・ゲーツ・ドーズ （1865年 - 1951年）
- フランク・ロイド・ライト（1867年 - 1959年）
- ガットスン・ボーグラム（1867年 ‐ 1941年）
- ミハイル・ロストフツェフ（1870年 - 1952年）
- セオドア・ドライサー（1871年 - 1945年）
- カルビン・クーリッジ（1872年 - 1933年）
- ジョン・マグロー（1873年 - 1934年）
- ハーバート・フーヴァー（1874年 - 1964年）
- オーウェン・ヤング（1874年 - 1962年）
- ミラー・ハギンス（1878年 - 1929年）
- エドワード・スタイケン（1879年 - 1973年）
- セシル・B・デミル（1881年 - 1959年）
- ロン・チェイニー（1883年 - 1930年）
- チャールズ・デムス（1883年 - 1935年）
- ハリール・ジブラーン（1883年 - 1931年）
- エドワード・サピア（1884年 - 1939年）
- シンクレア・ルイス（1885年 - 1951年）
- スティス・トンプソン（1885年 - 1976年）
- エリッヒ・フォン・シュトロハイム（1885年 - 1957年）
- アル・ジョルソン（1886年 - 1950年）
- ビル・マケシュニー（1886年 - 1965年）
- タイ・カッブ（1886年 - 1961年）
- ロスコー・アーバックル（1887年 - 1933年）
- エディ・コリンズ（1887年 - 1951年）
- ウォルター・ジョンソン（1887年 - 1946年）
- ジョージア・オキーフ（1887年 - 1986年）
- バルトロメオ・ヴァンゼッティ（1888年 - 1927年）
- チャールズ・チャップリン（1889年 - 1977年）
- ニコラ・サッコ（1891年 - 1927年）
- ハロルド・ロイド（1893年 - 1971年）
- バスター・キートン（1895年 - 1966年）
- ルドルフ・ヴァレンティノ（1895年 - 1926年）
- ベーブ・ルース（1895年 - 1948年）
- フィッツジェラルド夫妻
  - フランシス・スコット・フィッツジェラルド（1896年 - 1940年）
  - ゼルダ・フィッツジェラルド（1900年 - 1948年）
- バッキー・バリス（1896年 - 1977年）
- ジョージ・ガーシュウィン（1898年 - 1937年）
- アーネスト・ミラー・ヘミングウェイ（1899年 - 1961年）
- アル・カポネ（1899年 - 1947年）
- デューク・エリントン（1899年 - 1974年）
- グロリア・スワンソン（1899年 - 1983年）
- ジョン・スコープス（1900年 - 1970年）
- トーマス・ウルフ（1900年 - 1938年）
- ウォルト・ディズニー（1901年 - 1966年）
- ルイ・アームストロング（1901年 - 1971年）
- チャールズ・リンドバーグ（1902年 - 1974年）
- クララ・ボウ（1905年 - 1965年）
- グレタ・ガルボ（1905年 - 1990年）
- ジョセフィン・ベーカー（1906年 - 1975年）
- ルイーズ・ブルックス（1906年 - 1985年）

### ラテン・アメリカ
- アルバロ・オブレゴン（1880年 - 1928年）
- ホセ・クレメンテ・オロスコ（1883年 - 1949年）
- ディエゴ・リベラ（1886年 - 1957年）
- ダビッド・アルファロ・シケイロス（1896年 - 1974年）
- ルフィーノ・タマヨ（1899年 - 1991年）

### アフリカ
- ハワード・カーター（1874年 - 1939年）
- アブド・アルカリーム（1882年？ - 1963年）

### 西アジア
- メフメト6世（1861年 - 1926年）
- アブデュルメジト2世（1868年 - 1944年）
- レザー・パフラヴィー（1878年 - 1944年）
- アブドゥルアズィーズ・イブン・サウード（1880年 - 1953年）
- ムスタファ・ケマル・アタテュルク（1881年 - 1938年）
- ファイサル1世（1883年 - 1933年）

### インド
- チッタランジャン・ダース（1870年 - 1925年）
- ラマナ・マハルシ（1879年 - 1950年）
- ジッドゥ・クリシュナムルティ（1895年 - 1986年）

### 中央アジア
- ミールサイト・スルタンガリエフ（1882年 - 1940年）
- ダムディン・スフバートル（1894年 - 1923年）

### 中国
- 曹錕（1862年 - 1938年）
- 斉白石（1864年 - 1957年）
- 呉佩孚（1874年 - 1939年）
- レジナルド・ジョンストン（1874年 - 1938年）
- 張作霖（1875年 - 1928年）
- 王国維（1877年 - 1928年）
- 廖仲愷（1877年 - 1925年）
- 陳独秀（1879年 - 1942年）
- 馮玉祥（1882年 - 1948年）
- 閻錫山（1883年 - 1960年）
- アドリフ・ヨッフェ（1883年 - 1927年）
- ミハイル・ボロディン（1884年 - 1951年）
- 蔣介石（1887年 - 1975年）
- 顧維鈞（1888年 - 1985年）
- 李大釗（1888年 - 1927年）
- 孫殿英（1889年 - 1947年）
- レフ・カラハン（1889年 - 1937年）
- 李宗仁（1890年 - 1969年）

### 韓国
- 李東寧（1869年 - 1940年）
- 李東輝（1873年 - 1935年）
- 金九（1876年 - 1949年）
- 洪震（1877年 - 1946年）